# 斯拉夫科夫宣言

奧斯特里茨模式的參與國：奧地利、捷克、斯洛伐克

奧斯特里茨模式或斯拉夫科夫三邊關係 是中欧国家捷克、斯洛伐克及奥地利之间的鬆散合作關係。

## 名字
得名於捷克城鎮布爾諾附近斯拉夫科夫 (Slavkov u Brna)，或舊稱奧斯特里茨。該鎮以奧斯特里茨戰役，或史稱三皇會戰而聞名。

## 背景
1991年2月15日，中歐三國波蘭、匈牙利及捷克斯洛伐克（後分裂爲捷克及斯洛伐克兩國）建立起維謝格拉德集團。集團內部有考量是否應納入奧地利及斯洛文尼亞。2014年4月3日，时任捷克总统米洛什·澤曼在斯洛文尼亞首都盧布爾雅那召開記者會，宣佈斯洛文尼亞及奧地利將參加未來維謝格拉德集團。然而，匈牙利外交部長通過發言人解釋，目前維謝格拉德集團並未計劃擴張，否決了米洛什·澤曼關於納入奧地利及斯洛文尼亞的提議。
除了匈牙利方面的反對，集團內部關於因烏克蘭危機而發生的俄羅斯制裁行爲，亦存在不同觀點，該點亦成爲集團擴張的阻力。
爲達成與奧地利方面的合作，2015年1月29日捷克總理博胡斯拉夫·索博特卡及斯洛伐克總理羅拔·菲佐於布爾諾附近斯拉夫科夫與奧地利總理維爾納·法伊曼會面。三國共同簽署《奧斯特里茨宣言》。
隨後，捷克方面強調，奥斯特里茨模式並非與維謝格拉德集團竞争，而只是作爲前者的補充。

## 宣言全文
1. 捷克共和國政府首腦，奧地利共和國政府首腦及斯洛伐克共和國政府首腦——博胡斯拉夫·索博特卡、維爾納·法伊曼及羅拔·菲佐——於2015年1月29日布爾諾附近斯拉夫科夫會面。該次會面的主要目的，是爲建立加強合作框架，以應對鄰國及歐洲事宜，並且增強增長及就業。三國總理同時亦談及烏克蘭東部的狀態，以及所有歐盟成員國所面臨的外部挑戰，包括打擊恐怖主義。
2. 通過建立此次合作，捷克共和國，奧地利共和國及斯洛伐克共和國將繼續增強對共同利益的公衆意識，以及培育區域合作和歐洲融合計劃的信心，尤其需要通過區域各國人民的交流（來達到此目的）。
3. 爲達成而成目標，上述國家政府首腦同意，爲三國間相互合作建立新模式，該模式亦應用於工作計劃中所認可的其他合作區域。三國政府首腦同意每年進行會面討論。
4. 三國政府首腦委任對應的政府部長跟進達成一致意見的領域，同時亦委任外交部長準備三國政府首腦會面。